# Otto Harbach
Otto Abels Harbach, född Otto Abels Hauerbach 18 augusti 1873 i Salt Lake City, Utah, död 24 januari 1963 i New York, var en amerikansk professor i engelska, journalist, sångtextförfattare och manusförfattare av dansk börd. 
Han skrev librettot till ungefär 50 musikaler och operetter. Några av hans mest kända texter är Smoke Gets in Your Eyes, Indian Love Call, I Won't Dance och Yesterdays.